# Parki w stanie Illinois
Lista parków stanowych w stanie Illinois zawiera 54 parki.
| Nazwa parku            | Lokalizacja                                           | Powierzchnia | Rok założenia | Charakterystyka                                                                      |
| ---------------------- | ----------------------------------------------------- | ------------ | ------------- | ------------------------------------------------------------------------------------ |
| Apple River Canyon     | Północny obszar stanu                                 | 297 akrów    | 1932          | Przełom rzeki Apple przez pasmo wapiennych skał                                      |
| Argyle Lake            | Okolice miejscowości Colchester                       | 1 148 akrów  | 1948          | Stare kopalnie odkrywkowe i kamieniołomy                                             |
| Beall Woods            | Okolice Mt. Carmel                                    | 635 akrów    | 1965          | Las nad brzegiem rzeki Wabash                                                        |
| Beaver Dam             | W pobliżu Macoupin                                    | 737 akrów    | 1947          | Jezioro utworzone przez żeremia bobrowe                                              |
| Buffalo Rock           | Koło miejscowości Ottawa                              | 243 akry     | 1928          | Prehistoryczne kopce indiańskie                                                      |
| Castle Rock            | Północno-zachodni obszar stanu                        | 2 036 akrów  | 1978          | Formacje skalne, głębokie wąwozy nad rzeką Rock                                      |
| Cave-in-Rock           | Południowo-wschodni obszar stanu                      | 150 akrów    | 1929          | Wielka jaskinia na brzegu rzeki Ohio                                                 |
| Chain O’Lakes          | Północny obszar stanu                                 | 6 023 akry   | 1945          | Pojezierze na północ od Chicago                                                      |
| Channahon              | Na wschodzie stanu                                    | 18 akrów     | 1932          | Dwie śluzy na kanale Illinois-Michigan                                               |
| Delabar                | Zachodni obszar stanu                                 | 89 akrów     | 1960          | Brzeg rzeki Mississippi, siedlisko ptactwa wodnego                                   |
| Dixon Springs          | W pobliżu m. Golconda                                 | 496 akrów    | 1946          | Ciekawe formacje skalne, XIX-wieczne uzdrowisko                                      |
| Eagle Creek            | W pobliżu Findlay                                     | 2 200 akrów  | 1972          | Brzegi jeziora Shelbyville                                                           |
| Ferne Clyffe           | Koło Goreville                                        | 1 100 akrów  | 1949          | Unikalne formacje skalne, wodospad 30 m.                                             |
| Fort Massac            | Południowy wschód stanu                               | 1 450 akrów  | 1908          | Resztki francuskiego fortu nad rzeką Ohio. Pierwszy park stanu.                      |
| Fox Ridge              | W pobliżu Charleston                                  | 1 486 akrów  |               | Wzgórza i wąwozy porośnięte gęstym lasem.                                            |
| Frank Holten           | Na wschód od St. Louis                                | 1 125 akrów  | 1964          | Miejski park w obrębie East St. Louis                                                |
| Gebhard Woods          | Nad kanałem Illinois-Michigan                         | 30 akrów     | 1934          | Zalesione brzegi historycznego kanału Illinois-Michigan                              |
| Giant City             | W pobliżu miejsc. Makanda                             | 3 694 akry   | 1927          | Skupisko wielkich bloków piaskowca przypominające miasto.                            |
| Hennepin Canal Parkway | Koło Sheffield                                        | 6 235 akrów  |               | 105-milowa strefa wypoczynkowa wzdłuż kanału.                                        |
| Horseshoe Lake         | W pobliżu Granite City                                | 2 672 akrów  |               | Stanowiska archeologiczne.                                                           |
| Illini                 | Nad rzeką Illinois                                    | 510 akrów    | 1934          | Tereny polodowcowe i pokłady węgla.                                                  |
| Illinois Beach         | Koło elektrowni atomowej w Zion                       | 4 160 akrów  | 1948          | Plaża i wydmy nad Jeziorem Michigan.                                                 |
| Johnson Sauk Trail     | W pobliżu Kewanee                                     | 1 361 akrów  |               | Przepełniony historią Indian.                                                        |
| Jubilee College        | Koło Brimfield                                        | 3 500 akrów  |               | Pozostałości seminarium i jednej z pierwszych szkół stanu.                           |
| Kankakee River         | Na wschodzie stanu                                    | 3 512 akrów  | 1938          | Wodospad i głęboki wapienny kanion.                                                  |
| Kickapoo               | W pobliżu Oakwood                                     | 2 842 akry   |               | Dawne kopalnie odkrywkowe wypełnione wodą.                                           |
| Lake Le-Aqua-Na        | Na zachód od Rockford                                 | 715 akrów    |               | sztuczne jezioro.                                                                    |
| Lake Murphysboro       | Koło Brimfield                                        | 905 akrów    |               | Lasy wokół jeziora o kształcie gwiazdy.                                              |
| Lincoln Trail          | W pobliżu Marshall                                    | 1 023 akrów  | 1958          | Rezerwat z jeziorem Lincoln Trail.                                                   |
| Lowden                 | Nad rzeką Rock                                        | 207 akrów    |               | 20-metrowej wys. pomnik wodza Czarnego Jastrzębia.                                   |
| Matthiessen            | Przylega do Starved Rock S.P.                         | 1 938 akrów  |               | Zalesione wzgórza i głębokie wąwozy.                                                 |
| Mississippi Palisades  | Koło Galena                                           | 2 550 akrów  |               | Formacje skalne nad brzegiem Mississippi.                                            |
| Moraine Hills          | Koło McHenry                                          | 1 690 akrów  |               | Wzgórza i doliny polodowcowe, jeziora.                                               |
| Moraine View           | Niedaleko od Champaign-Urbana                         | 1 687 akrów  |               | Morena uformowana przez lodowiec 15 tys. lat temu.                                   |
| Morrison-Rockwood      | Koło Morrison                                         | 1 152 akrów  |               | Park bogaty we florę i faunę.                                                        |
| Nauvoo                 | Koło miejsc. o tej samej nazwie                       | 148 akrów    |               | Pierwotne siedlisko Mormonów.                                                        |
| Pere Marquette         | Koło Grafton                                          | 7 895 akrów  |               | Odsłonięte fałdy tektoniczne sprzed 200 mln lat.                                     |
| Prophetstown           | Nad rzeką Rock                                        | 53 akry      |               | Miejsce dawnej wioski indiańskiej.                                                   |
| Pyramid                | W pobliżu Pinckeywille                                | 2 528 akrów  |               | Zalesione wzgórza, jeziora i stawy.                                                  |
| Railsplitter           | Koło Lincoln                                          | 3 500 akrów  |               | Pozostałości seminarium i jednej z pierwszych szkół stanu.                           |
| Ramsey Lake            | Przylega do miejsc. Ramsey                            | 1 880 akrów  |               | Zalesione wzgórza wokół jeziora.                                                     |
| Red Hills              | W pobliżu Sumner                                      | 948 akrów    |               | Głębokie wąwozy, polany leśne, liczne źródła.                                        |
| Rock Cut               | W pobliżu Rockford                                    | 3 092 akry   |               | Wiele szlaków wędrownych nad jeziorem Pierce.                                        |
| Sangchris Lake         | Koło Rochester                                        | 3 576 akrów  |               | Miejsce postojowe migrującego ptactwa.                                               |
| Siloam Springs         | Koło Clayton                                          | 3 318 akrów  |               | Źródła kidyś uważane za lecznicze.                                                   |
| Silver Springs         | Koło Yorkville                                        | 1 314 akrów  |               | Nie zamarzające źródła.                                                              |
| South Shore            | Na południe od Chicago                                | 800 akrów    |               | Największe stawy na terenie stanu.                                                   |
| Starved Rock           | nad rzeką Illinois, ok. 60 mil na południe od Chicago | 2 639 akrów  | 1914          | Skały wapienne wypiętrzone na 125 m; miejsce głodowej śmierci otoczonych wojowników. |
| Stephen A. Forbes      | Na południu stanu                                     | 3 099 akrów  |               | Wiele szlaków wokół stawów rybnych.                                                  |
| Wayne Fitzgerrell      | Koło miejsc. Augusta                                  | 3 300 akrów  |               | Dawne ziemie orne nad jeziorem Rend.                                                 |
| Weinberg-King          | Koło Rochester                                        | 772 akrów    |               | Widokowe tereny ze stromymi wzgórzami.                                               |
| Weldon Springs         | Koło Clinton                                          | 370 akrów    |               | Szlaki wycieczkowe.                                                                  |
| White Pines Forest     | Na zachód od Chicago                                  | 385 akrów    | 1927          | Najdalsza na południe ostoja sosny wejmutki w Illinois.                              |
| Wolf Creek             | Koło Windsor                                          | 2 000 akrów  |               | Nad jeziorem Shelbyville. Trasy jeździeckie.                                         |